# Desdichas de la fortuna o Julianillo Valcárcel
Desdichas de la fortuna o Julianillo Valcárcel es una obra de teatro en tres actos y en verso, escrita por Manuel y Antonio Machado y estrenada en 1926.

## Argumento
La obra recrea la historia de Enrique Felípez de Guzmán, hijo bastardo del Conde-duque de Olivares, que lo reencuentra ya joven y en la miseria con el nombre de Julianillo Valcárcel. Lo reclama a la corte y es obligado a contraer matrimonio con la noble doña Juana. Sin embargo, el muchacho debe adaptarse a su nuevo entorno, aunque tiene serios problemas para olvidar a sus antiguos amigos y a su amor, Leonor. La ausencia de la joven mina la vitalidad del joven, que acaba muriendo.

## Estreno
- Teatro de la Princesa, de Madrid, el 9 de febrero de 1926.
  - Intérpretes: Fernando Díaz de Mendoza y Guerrero (Julianillo), María Guerrero López (Leonor de Unzueta), María Guerrero (la Condesa de Olivares), Ricardo Juste (el Conde-duque de Olivares), Carmen Larrabeiti (Juana de Velasco y Tovar), Carlos Díaz de Mendoza y Guerrero (Gil Blas), Joaquín García.